# Electroshock
Electroshock – piąty album studyjny nagrany przez belgijską wokalistkę dance Kate Ryan oraz wydany 25 czerwca 2012 roku. Płyta została wyprodukowana przez Andersa Hanssona, Eightysix, Jérôme'a Riouffreyta, Felixa Perssona, Märtę Grauers, Alexandra Jonssona, Fredrika Kempego, Tima Berglinga.

## Informacje o albumie
Jest pierwszym po Alive albumem, niezawierającym żadnych coverów (choć "LoveLife" zawiera elementy utworu "Narcotic" Liquido oraz "Robots" zawiera elementy "Living On Video" Trans-X), oraz zawierają wszystkie piosenki w języku angielskim.

## Lista utworów

### Wersja międzynarodowa
Data wydania: 25 czerwca 2012

Czas trwania: 46:53
| #   | Tytuł                                       | Słowa                                                                                        | Producent                                                                           | Czas  |
| --- | ------------------------------------------- | -------------------------------------------------------------------------------------------- | ----------------------------------------------------------------------------------- | ----- |
| 1.  | LoveLife                                    | Wolfgang Schroedl, Paul Drew, Greig Watts, Pete Barringer, Georgie Dennis                    | Anders Hansson, Felix Persson, Märta Grauers, Eightysix, Jérome "Deekly" Riouffreyt | 3:42  |
| 2.  | Believer                                    | Kate Ryan, Anders Hansson, Felix Persson, Märta Grauers                                      | Anders Hansson, Felix Persson, Märta Grauers                                        | 3:26  |
| 3.  | Broken (wyk. Narco)                         | Kate Ryan, Anders Hansson, Negin Djafari                                                     | Anders Hansson, Felix Persson, Märta Grauers, Eightysix, Jérome "Deekly" Riouffreyt | 3:30  |
| 4.  | Robots                                      | Pascal Languirand, Greig Watts, Paul Drew, Pete Barringer                                    | Anders Hansson, Felix Persson, Märta Grauers                                        | 3:26  |
| 5.  | Crazyville                                  | Sarah West, Ketil Schei, Mats Lie Skaare                                                     | Anders Hansson, Felix Persson, Märta Grauers                                        | 3:28  |
| 6.  | Walk to the Beat                            | Adrian Zagoritis, Jukka Immonen                                                              | Anders Hansson, Felix Persson, Märta Grauers                                        | 3:04  |
| 7.  | Electroshock                                | Adrian Zagoritis, Torsten Stenzel, Angela Heldmann                                           | Anders Hansson, Felix Persson, Märta Grauers, Eightysix, Jérome "Deekly" Riouffreyt | 3:08  |
| 8.  | One More Time                               | Ian Curnow, Paul Drew, Greig Watts, Pete Barringer, Paul Clarke, Matt Lee                    | Anders Hansson, Felix Persson, Märta Grauers                                        | 3:11  |
| 9.  | Running Away                                | Ian Curnow, Paul Drew, Greig Watts, Pete Barringer, Paul Clarke, Matt Lee, Lisa Marie Keegan | Anders Hansson, Felix Persson, Märta Grauers                                        | 3:20  |
| 10. | Madness                                     | Kate Ryan, Anders Hansson, Negin Djafari                                                     | Anders Hansson, Felix Persson, Märta Grauers                                        | 03:44 |
| 11. | Leave It Alone                              | Kate Ryan, Anders Hansson, Sharon Vaughn                                                     | Anders Hansson, Felix Persson, Märta Grauers                                        | 3:05  |
| 12. | Everytime                                   | Anders Hansson, Negin Djafari                                                                | Anders Hansson, Felix Persson, Märta Grauers                                        | 3:23  |
| 13. | Little Braveheart (wyk. Charlotte Perrelli) | Fredrik Kempe, Alexander Jonsson                                                             | Fredrik Kempe, Alexander Jonsson                                                    | 3:29  |
| 14. | Run Away (wyk. Tim Berg)                    | Tim Bergling, Oliver Ingrosso, Otto Jettmann                                                 | Tim Bergling                                                                        | 2:56  |